# Aboubacar Sidiki Camara (général)
Pour les articles homonymes, voir Aboubacar Sidiki Camara et Camara.
Général Aboubacar Sidiki Camara est un Officier et homme politique guinéenne.
Il est le Ministre de la Défense nationale dans le gouvernement dirigé par Mohamed Béavogui du 21 octobre 2021, celle de Bernard Goumou du 20 août 2022 au 19 février 2024, puis celle de Bah Oury depuis le 13 mars 2024.

## Biographie
Avant d'être ministre, il a occupé le poste de chef d’état-major général adjoint des forces armées et de directeur de cabinet du ministère de la Défense nationale.
Il est nommé au même titre que plusieurs généraux en tant qu'ambassadeur, il est envoyé à la Havane en tant que ambassadeur de la Guinée à Cuba de 2019 en 2021.
Le lendemain du coup d'État du 5 septembre 2021, il rentre en Guinée avant d'être nommé par décret le 21 octobre ministre délégué à la défense nationale. Le 20 août 2022, il est reconduit dans le gouvernement de Bernard Goumou ministre de la Défense nationale. Le 9 mai 2023, il devient Ministre d'Etat, Ministre de la défense nationale.
Le 19 février 2024, le gouvernement Bernard Goumou dont il est membre est dissout par le Comité national du rassemblement pour le développement (CNRD).
Le 13 mars 2024, il est reconduit à son poste précèdent dans le gouvernement Bah Oury.